# Louis Moutier
Pour les articles homonymes, voir Moutier (homonymie).
Louis Moutier, né le 15 février 1831 à Loriol et mort le 30 octobre 1903 à Étoile-sur-Rhône, est un prêtre et félibre français. Il est connu comme auteur en occitan, et pour son travail de linguiste, grammairien, lexicographe et dialectologue. 

## Biographie
Louis Moutier fait ses études au séminaire catholique de Valence et est ordonné prêtre en 1857. Il exerce son ministère dans le département de la Drôme, notamment à Taulignan (1857), Pierrelatte (1860), Pierrelongue (1862), Lachamp-Condillac (1864), Saint-Nazaire-en-Royans (1870-1883), Marsanne (1877), et enfin en 1886 à Étoile-sur-Rhône, où il est nommé chanoine. Il met à profit ces séjours pour étudier de manière intensive l'occitan et publie une grammaire en 1882. Il a laissé un manuscrit inédit de 33 000 pages, publié à titre posthume. 
Il est l'auteur de textes littéraires en occitan et est tout au long de sa vie en contact étroit avec Frédéric Mistral (qui utilisa certains des ouvrages lexicographiques de Moutier pour son Trésor du Félibrige). En 1879, Il crée l'Escolo dóufinalo dóu Felibrige (École dauphinoise du félibrige), à Valence.
Il est membre de la Société d'archéologie, d'histoire et de géographie de la Drôme et de la Société pour l'étude des langues romanes de Montpellier.

## Œuvre

### Œuvre littéraire
- Un livre de nouveautés doufinens et quauqueis vers de Chalendas. Parlar de Lóurióu, Montélimar 1879
- Armagna doufinen de lou bel an de Diéu 1885, Forcalquier 1884 (Almanach)
- Armagna dòufinen de lou bel an de Dìou 1886, Valence 1885 (Almanach)
- Lou Rose / Le Rhône. Pouème daufinen / Poème dauphinois, Valence 1896
- Les Noëls de Taulignan en langue d'oc du 17e siècle, d'après des textes de Louis Moutier et André Lacroix, éd. par Jean-Claude Rixte, Valréas / Taulignan 2000

### Œuvre linguistique
- Noms de rivières et légendes du Dauphiné. Notes philologigues, Montelimar 1882
- Grammaire dauphinoise. Dialecte de la Vallée de la Drôme, Montélimar 1882
- Bibliographie des dialectes dauphinois. Documents inédits, Valence 1885
- Dictionnaire des dialectes dauphinois anciens et modernes, ed. par Jean-Claude Rixte, Montélimar / Grenoble 2007 (899 pages, 25 000 mots)